# Lydenburg
Lydenburg è un centro abitato del Sudafrica, situato nella provincia dello Mpumalanga.